# ボホナー可測関数
数学の特に関数解析学の分野において、あるバナッハ空間に値を取るボホナー可測関数（ボホナーかそくかんすう、英: Bochner measurable function）とは、可測な可算値関数の列の極限とほとんど至る所で等しいような関数のことを言う。すなわち、
{\displaystyle f(t)=\lim _{n\rightarrow \infty }f_{n}(t){\text{ for almost every }}t,\,}
であり、各関数 {\displaystyle f_{n}} の値域は可算で、各 x に対して原像 {\displaystyle f^{-1}\{x\}} は可測であるような関数 {\displaystyle f} のことをボホナー可測関数と言う。この概念の名はサロモン・ボホナーの名にちなむ。
ボホナー可測関数は、しばしば強可測関数や {\displaystyle \mu }-可測関数あるいは単に可測関数と呼ばれる。また、バナッハ空間の間の連続線型作用素の空間を、値を取るバナッハ空間とする場合には、一様可測関数と呼ばれる。

## 性質
可測性と弱可測性の関係については、ペティスの定理あるいはペティスの可測性定理として知られる、次の結果が得られている。

関数 f がほとんど確実に可分値（あるいは本質的に可分値）であるとは、μ(N) = 0 であるような部分集合 N ⊆ X で f(X \ N) ⊆ B が可分となるようなものが存在することを言う。

ある測度空間 (X, Σ, μ) 上で定義される、あるバナッハ空間 B に値を取る関数 : X → B が（B 上のσ-代数およびボレルσ-代数に関して）強可測であるための必要十分条件は、それが弱可測かつほとんど確実に可分値であることである。

B が可分である場合、可分なバナッハ空間の任意の部分集合はそれ自体が可分であることから、上述の N を空集合と取ることが出来る。したがって、B が可分であるなら、弱可測と強可測の概念は一致する。